# Pierre Le Tessier
Pierre Le Tessier  est un cardinal français né à Saint-Antonin en  Midi-Pyrénées et décédé le avril 1325 à Avignon. Il est membre de l'ordre des augustins.

## Repères biographiques
Pierre Le Tessier est prieur puis en 1318 abbé de l'abbaye de Saint-Sernin  à Toulouse. En 1317 il est nonce apostolique en Sicile (en) et vers 1318 vice-chancelier de la Sainte-Église.
Le Tessier est créé cardinal par  le pape Jean XXII lors du consistoire du 20 décembre 1320.